# Scilla monanthos
Scilla monanthos är en sparrisväxtart som beskrevs av Karl Heinrich Koch. Scilla monanthos ingår i släktet blåstjärnesläktet, och familjen sparrisväxter. Inga underarter finns listade i Catalogue of Life.